# Obereopsis cincticollis
Obereopsis cincticollis là một loài bọ cánh cứng trong họ Cerambycidae.